# فتح القريب المجيب
فتح القريب المجيب في شرح ألفاظ التقريب ويُسمَّى أيضاً القول المختار في شرح غاية الاختصار، كتاب في الفقه للإمام شمس الدين أبي عبد الله محمد بن قاسم بن محمد الغرابيلي الشافعي الغزي (859-918هـ) شرح فيه متن الغاية والتقريب لأبي شجاع الأصفهاني، ويعد من أهم كتب الشافعية المختصرة، ومن الكتب المعتمدة في التدريس عندهم، فهو المقرر في التدريس لطلاب المراحل الابتدائية في الجامع الأزهر وكثير من المدارس والمعاهد الإسلامية. وهذا الشرح عمدة عند المحققين، وسهل وميسَّر للمبتدئين، وتذكرة للمنتهين، ومعتمد عند المتأخرين، في دروسهم الفقهية ومدارسهم ومعاهدهم وحلقات مساجدهم أجمعين.

## حواشي الكتاب
لأهمية كتاب فتح القريب المجيب، كُتبت عليه حواشٍ مهمة عديدة منها:
- «حواشٍ وشروحٌ على شرح ابن قاسم الغزي» للإمام شهاب الدين أحمد بن أحمد بن سلامة القليوبي (ت 1069هـ).
- «حاشية» للإمام عبد البر بن عبد الله بن محمد الأجهوري الشافعي (ت 1070هـ).
- «حاشية الفوائد العزيزية على شرح أبي شجاع لابن قاسم الغزي» للعلامة علي بن أحمد العزيزي البولاقي الشافعي (ت 1070هـ).
- «حاشية الرحماني على شرح أبي شجاع لابن قاسم الغزي» للعلامة داود بن سليمان بن علوان الرحماني الحسيني (ت 1078هـ).
- «حاشية على شرح أبي شجاع لابن قاسم الغزي» للإمام علي بن علي الشبراملسي أبي ضياء نور الدين (ت 1078هـ).
- «كشف القناع عن متن وشرح أبي شجاع» للإمام عبد الرحمن المحلي، فقيه شافعي مصري (ت 1098هـ).
- «حاشية البرماوي على شرح الغاية» لشيخ الأزهر برهان الدين إبراهيم بن محمد بن أحمد بن خالد البرماوي الأزهري الشافعي (ت 1106هـ).
- «تقرير الأجهوري على شرح ابن القاسم» للعلامة عطية الله بن عطية البرهاني القاهري الشافعي الشهير بالأجهوري (ت 1194هـ).
- «الدر المنظوم بحل المهمات في المختوم» على خاتمة شرح ابن قاسم، للإمام حسن بن علي الكفراوي (ت 1202هـ).
- «حاشية على ابن قاسم على أبي شجاع» للإمام محمد بن أحمد بن حسن الجوهري (ت 1214هـ).
- «وسيلة فتح القريب المجيب على شرح ابن قاسم لمتن أبي شجاع» لشيخ الأزهر الإمام عبد الله بن حجازي الشرقاوي (1227هـ).
- «حاشية على ابن قاسم على أبي شجاع» للإمام مصطفى بن محمد بن يوسف الصفوي القلعاوي (ت 1230هـ).
- «حاشية على شرح غاية الاختصار» للإمام أحمد بن حسين بن خميس الطبلاوي (ت 1274هـ).
- «حاشية الباجوري على شرح ابن قاسم الغزي» لشيخ الأزهر الإمام إبراهيم بن محمد بن أحمد الشافعي الباجوري (ت 1276هـ).
- «قوت الحبيب الغريب على شرح ابن قاسم للتقريب» للعلامة محمد بن نووي الجاوي البنتني أبي عبد المعطي (ت 1316هـ).
- «حاشية الطوخي على ابن قاسم» للإمام علي بن أحمد الطوخي.

## روابط خارجية
- يوتيوب: مجلس الفقه الشافعي (شرح كتاب فتح القريب المجيب) | الشيخ أنس السلطان | شتاء 2017.